# Championnats de France de patinage artistique 1958
Navigation
Championnats de France 1957 Championnats de France 1959
Les championnats de France de patinage artistique 1958 ont eu lieu à la patinoire olympique de Boulogne-Billancourt pour 4 épreuves : simple messieurs, simple dames, couple artistique et danse sur glace.
L'épreuve féminine s'est déroulée du 15 au 16 décembre 1957 et l'épreuve masculine le 18 janvier 1958.

## Faits marquants
- Pour la première et dernière fois pendant des championnats de France, Alain Calmat devance Alain Giletti.

- Le danseur sur glace Jean-Paul Guhel change de partenaire. Il a quitté Fanny Besson pour patiner avec son épouse Christiane Elien.

## Podiums
| Épreuves                            | Or                                 | Argent                             | Bronze                                    |
| Messieurs résultats détaillés       | Alain Calmat                       | Alain Giletti                      | -                                         |
| Dames résultats détaillés           | Dany Rigoulot                      | Nicole Erdos                       | Nicole Hassler                            |
| Couples résultats détaillés         | Anny Hirsch / Jean Vivès           | -                                  | -                                         |
| Danse sur glace résultats détaillés | Christiane Elien / Jean-Paul Guhel | Annick de Trentinian / Jacques Mer | Bernadette Montlahuc / Dominique Duchesne |

## Détails des compétitions
(Détails des compétitions encore à compléter)

### Messieurs
| Rang | Nom           |
| ---- | ------------- |
| 1    | Alain Calmat  |
| 2    | Alain Giletti |

### Dames
| Rang | Nom               |
| ---- | ----------------- |
| 1    | Dany Rigoulot     |
| 2    | Nicole Erdos      |
| 3    | Nicole Hassler    |
| 4    | Corinne Altman    |
| 5    | Nicole Stievenard |

### Couples
| Rang | Nom                      |
| ---- | ------------------------ |
| 1    | Anny Hirsch / Jean Vivès |

### Danse sur glace
| Rang | Nom                                       |
| ---- | ----------------------------------------- |
| 1    | Christiane Elien / Jean-Paul Guhel        |
| 2    | Annick de Trentinian / Jacques Mer        |
| 3    | Bernadette Montlahuc / Dominique Duchesne |
| ...  |                                           |

## Sources
- Le livre d'or du patinage d'Alain Billouin, édition Solar, 1999
- (en) « Skating Around the World, France », sur usfsa.xmlmanager.qg.com